# トンマーゾ・バルダンツィ
トンマーゾ・バルダンツィ（Tommaso Baldanzi, 2003年3月23日 - ）は、イタリア・トスカーナ州シエーナ県ポッジボンシ出身のプロサッカー選手。セリエA・ASローマ所属。ポジションはミッドフィールダー。

## クラブ経歴
カステルフィオレンティーノのクラブチームのユースチームを経て、8歳の時にエンポリFCの下部組織に加入。2020年に17歳でトップチームに昇格。10月28日の国内カップ戦コッパ・イタリアのベネヴェント・カルチョ戦で、後半26分に交代出場で起用され、プロデビュー。2021-22シーズンはU-19リーグで7ゴールを決めるなどの活躍を見せ、シーズン終盤に再びトップチームに昇格。5月22日のアタランタBC戦でセリエAデビュー。2022-23シーズンより先発に定着。8月31日のエラス・ヴェローナFC戦でプロ初ゴールを記録。2023年1月23日のインテルナツィオナーレ・ミラノ戦では、後半21分に先制ゴールを決め、そのまま1-0で逃げ切り、敵地スタディオ・ジュゼッペ・メアッツァでの大金星をもたらした。
2024年2月1日、ASローマに移籍した。2月5日、カリアリ・カルチョ戦に途中出場し、移籍後初出場を果たした。

## 代表歴
2019年より各ユース世代のイタリア代表に随時招集。2022年にはU-19代表としてUEFA U-19欧州選手権2022に出場。グループリーグBのルーマニア戦ではゴールも決めた。